# 蚵寮漁村小搖滾
蚵寮漁村小搖滾（Small Oyster Rock）是高雄梓官區信蚵村蚵仔寮漁港的地方獨立搖滾音樂祭，自2012年夏季開始發起第一屆，2014年2月28日與3月1日舉辦第二屆，2015年2月27日、2月28日與3月1日舉辦第三屆。2022年2月25日、2月26日、2月27日、2月28日舉辦第四屆「蚵寮小搖滾」音樂祭。由於主辦單位不希望活動淪為煙火一般短暫絢麗的活動，因此在想出新的主題及內容前將暫時停辦，並非外傳的無限期停辦，這款隨性的風格實在是相當的蚵寮魚村小搖滾。

## 源由
由蚵仔寮在地居民合力舉辦的蚵寮漁村小搖滾，將不是觀光勝地的漁港，一步一步介紹給外地遊客，希望能讓外地人知道這個地方、了解漁村並讓地方產業復甦，也藉由音樂祭招攬青年歸鄉。

## 主要活動內容
- 淨灘

在活動的前一個星期開始，召集蚵仔寮在地鄉親一同將堆積在沙灘的垃圾清理乾淨。
- 音樂演出

由主辦單位邀請樂團參加，多半為臺灣本土獨立樂團或是獨立音樂家、演出者。

## 歷年演出

### 2012年[4]
| 第1天（7月21日） |
| - 蚵寮國小舞獅團 - The Pure人聲樂團 - 麵包車樂團 - 高閑至 - 蚵寮國小舞蹈表演 - 音樂頑童 - 拍謝少年 - 阿飛西雅 - Otaku 3 |

### 2014年[5]
| 第1天（2月28日） | 第2天（3月1日） |
| - 蚵寮國小舞獅團 - 孩子王 - 必順鄉村 - 拾參樂團 - 羌SaKeens - 達卡鬧 - 絲襪小姐 - 陳明章 - 阿飛西雅 - 流氓阿德 - Otaku3 | - 蚵寮國中三太子＋蚵寮國小合唱團 - 台青蕉 - 老貓偵探社 - 河豚子 - 高閑至 - 農村武裝青年 - 巴奈＋那布 - 拍謝少年 - 林生祥＋大竹研 - 麵包車樂團 |

### 2015年[6]
| 前夜祭（2月26日）                           | 第1天（2月27日） | 第2天（2月28日） |
| - 桑布伊 & Band - 紀錄片-蚵子寮漁村紀事放映 | - 蚵寮國小舞獅團 - 絲襪小姐 - 黃瑋傑 - 929 - 蚵寮國小合唱團 - 夾子電動大樂隊 - 農村武裝青年 - 巴奈＋那布 - 拍謝少年 - 董事長樂團 | - 蚵寮國中三太子 - 麵包車樂團 - 盪在空中 - 充氣娃娃 - 非人物種 - 陳明章 - 阿飛西雅 - 蚵寮國中港邊劇場 - 賽璐璐 - 八十八顆芭樂籽 |

## 相關連結
- 蚵寮漁村小搖滾官方網站 （页面存档备份，存于）